# Черепов, Николай Филиппович
Николай Филиппович Черепов (1910, село Семереньки, Ахтырский уезд, Харьковская губерния, Российская империя — неизвестно, Горловка, Донецкая область) — забойщик шахты № 8-а имени Сталина треста «Калининуголь» Министерства угольной промышленности Украинской ССР, Сталинская область. Герой Социалистического Труда (1957).

## Биография
Родился в 1910 году в крестьянской семье в селе Семереньки Ахтырского уезда. С раннего возраста трудился в сельском хозяйстве, на одной из шахт в Горловке до призыва в Красную Армию по мобилизации. С октября 1941 года участвовал в Великой Отечественной войне. Воевал связистом 2-й батареи 123-го армейского пушечно-артиллерийского полка 148-й армейской пушечно-артиллерийской бригады. Получил два ранения. После демобилизации возвратился в Горловку.
Трудился забойщиком на шахте № 8-а имени Сталина треста «Калининуголь». Ежегодно показывал высокие трудовые результаты. По итогам Пятой пятилетки (1951—1955) и первого года Шестой пятилетки (1956—1960) занял передовое место в социалистическом соревновании среди шахтёров треста «Калининуголь».
Указом Президиума Верховного Совета СССР от 26 апреля 1957 года удостоен звания Героя Социалистического Труда за «выдающиеся успехи, достигнутые в деле развития угольной и сланцевой промышленности в годы пятой пятилетки и в 1956 году».
После выхода на пенсию проживал в Горловке. С 1968 года — персональный пенсионер союзного значения. Дата смерти не установлена (после марта 1985 года).

## Награды
- Герой Социалистического Труда
- Орден Ленина
- Орден Красной Звезды (24.11.1944)
- Орден Отечественной войны 1 степени (11.03.1985)
- Медаль «За отвагу» (24.05.1944)
- Медаль «За победу над Германией в Великой Отечественной войне 1941—1945 гг.»